# St. Pauli Bekehrung (St. Pauls)

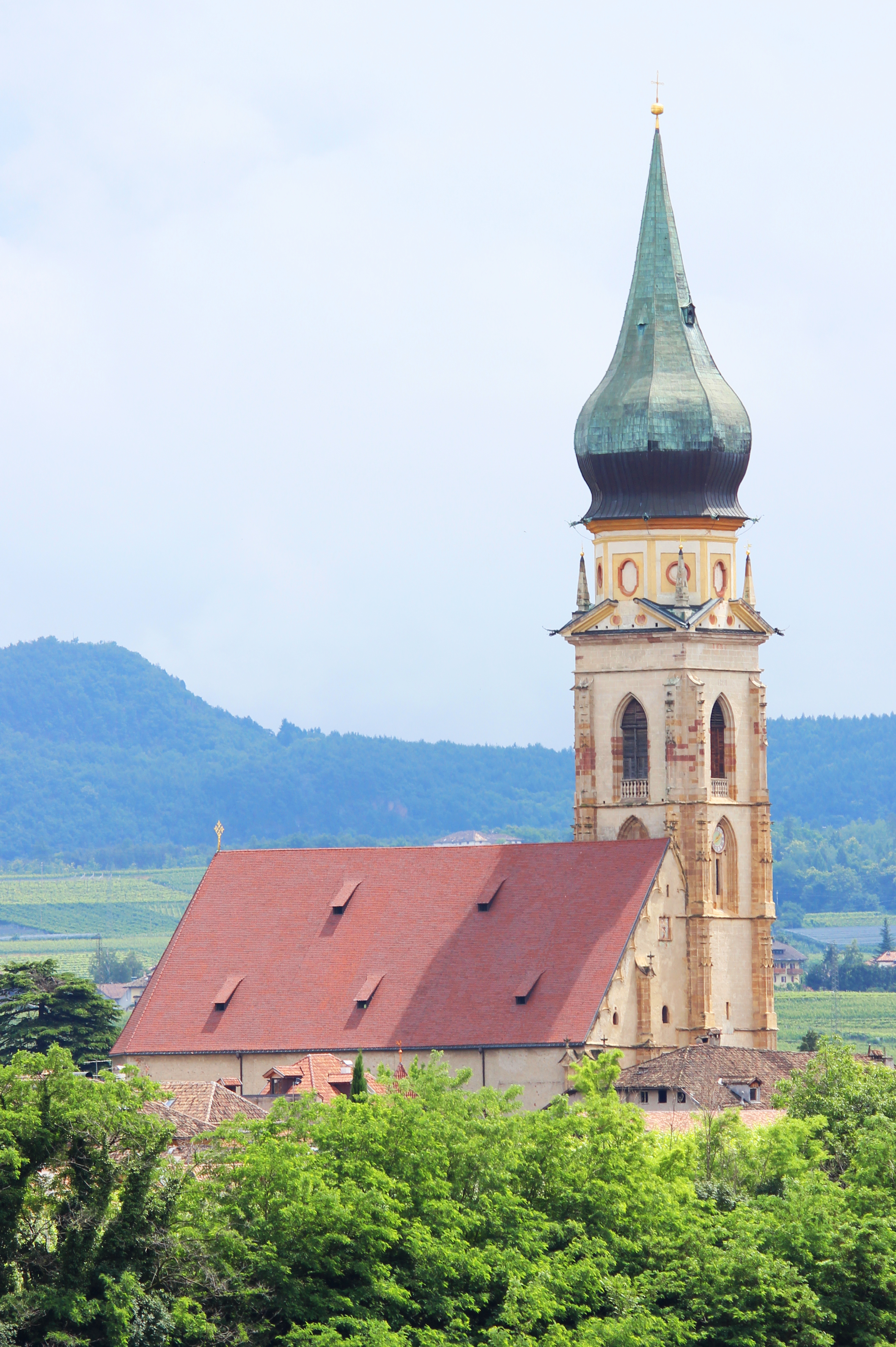
Pfarrkirche von St. Pauls

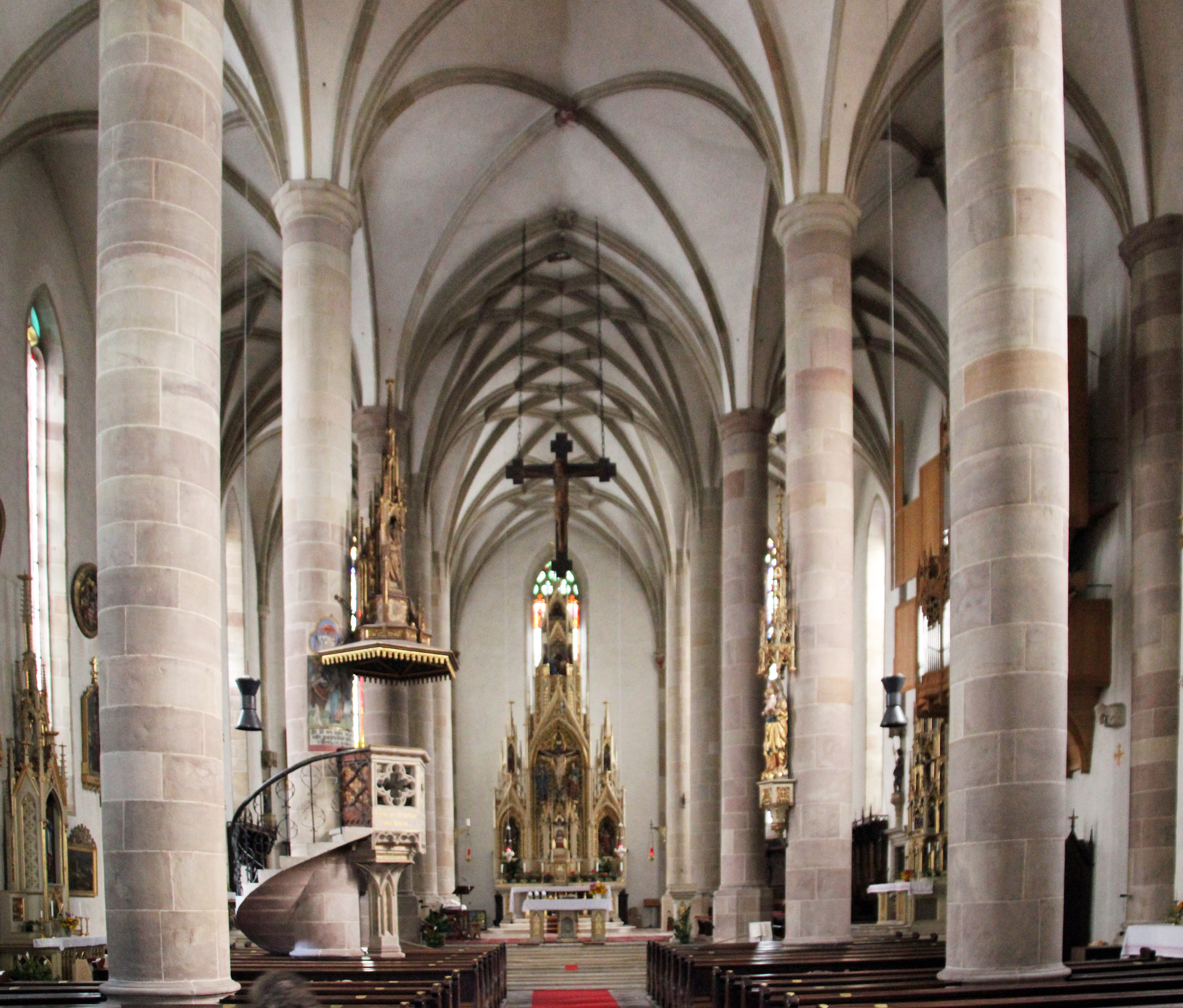
Innenraum der Kirche

Die Pfarrkirche Sankt Pauli Bekehrung, auch Dom auf dem Lande oder einfach Pfarrkirche St. Pauls genannt, steht in St. Pauls in der Gemeinde Eppan (Südtirol). Sie ist eine römisch-katholische, spätgotische Hallenkirche aus dem 15. Jahrhundert. Die Kirche wurde aber erst mit dem Bau der barocken Zwiebelhaube als Turmabschluss 1647 vollendet.

## Lage
Die Pfarrkirche St. Pauli Bekehrung steht im Zentrum der Fraktion St. Pauls auf 395 m s.l.m. auf einer Anhöhe, die zum Überetsch zählt. Durch den hohen und markanten, zwiebelartigen Turmabschluss ist sie mit ihrer stattlichen Höhe von 85 m bereits von Weitem sichtbar und erlangte so als „Dom auf dem Lande“ einen großen Bekanntheitsgrad. In südöstlicher Richtung angrenzend befindet sich das Pfarrwidum.

## Geschichte
Bereits im frühen Mittelalter (8./9. Jahrhundert) dürfte die heutige Großpfarre Eppan mit Sitz in St. Pauls gegründet worden sein. Erste Dokumente stammen aus dem Jahr 1147 (plebs loci Piani). Damals unterstellte Bischof Altmann die Pfarre dem Domkapitel von Trient, wurde von diesem aber 1236 an das Augustinerchorherrenstift St. Maria in der Au in Bozen gegen jährliche Einkünfte abgetreten. 1289 ist urkundlich explizit von der ecclesia sancti Pauli de Epiano und einem eigenen Widum (in curtivo canonice plebis sancti Pauli) die Rede. Die Seelsorge wurde von in St. Pauls ansässigen Vikaren betreut, so etwa im Jahr 1291 von Pfarrvikar Ruprecht (dominus Ruprehtus vicarius plebis sancti Pauli in Epiano). Die Pfarrei St. Pauls war jahrhundertelang geistiges und wirtschaftliches Zentrum des Gemeindegebietes. Erst 1787 spaltete sich die neu gegründete Pfarrei Girlan ab. Fast 140 Jahre später folgte 1921 St. Michael, sodann 1982 Frangart und 1986 Perdonig.
Der Vorgängerbau der heutigen Kirche, dem hl. Paulus geweiht, war vermutlich ein romanischer Bau, bestehend aus einer einfachen Saalkirche mit einer Rundapsis und flacher Balkendecke sowie Glockenturm und Pyramidendach. Möglicherweise erhielt er auch noch weitere gotische Umbauten und Erweiterungen. Genauere archäologische Nachweise sind aufgrund des spätgotischen Neubaus nicht mehr möglich. Nicht belegt ist auch, ob sie ebenfalls dem hl. Petrus (meistens kommen beide Apostel gemeinsam als Kirchenpatrone vor) geweiht war. Neben der alten Kirche gab es noch eine zweite kleinere Kirche, die dem hl. Petrus geweiht war. Sie war ursprünglich im Besitz der Grafen von Eppan auf der Burg Hocheppan, fiel aber durch Erbschaft dem Edelfreien Ulrich von Taufers zu, der sie 1269 dem seit 1202 in Bozen Fuß fassenden Deutschen Orden überließ. Aus ihr ging im Jahr 1718 die heutige Sakristei hervor, in der noch das Deutschordenskreuz in Stein gemeißelt vorzufinden ist.
Wenngleich der monumentale Bau unter der Leitung von verschiedenen Baumeistern in mehreren Abschnitten entstand, ist seine Gesamterscheinung doch sehr ausgewogen und einheitlich. Bei genauerer Betrachtung erkennt man aber dennoch die Handschrift der einzelnen Bauherren und der jeweiligen kunsthistorischen Epochen. Da man bei dem vor allem für die damalige Zeit gewaltigen Projekt wusste, dass es eine längere Bauzeit beanspruchen würde, ließ man die alte Kirche als Kultraum bestehen und baute die neue Kirche sozusagen als äußere Schalung um die alte herum. Der Altbau wurde erst im Zuge der Vollendung des Langhauses in der zweiten Hälfte des 16. Jahrhunderts abgerissen. Der Beginn der Bauarbeiten erfolgte 1460 auf Betreiben und mit der Unterstützung einiger wohlhabender und mächtiger Adelsfamilien. Durch die Regentschaft und die effiziente Landesverwaltung von Friedrich IV. und darauf seines Sohnes Siegmund des Münzreichen erlangten weite Teile der Bevölkerung Wohlstand. Dies schlug sich in einer regen Bautätigkeit nieder, weshalb auch der großzügige Neubau der Paulsner Pfarrkirche in diese Zeit fällt. Die gräfliche Familie Firmian war zur damaligen Zeit Vogt und Schutzherr der Pfarrei, wodurch sie großen Einfluss auf St. Pauls hatte. Ihr Stammsitz war bis 1473 die gleichnamige Burg, die im 15. Jahrhundert Sigmund der Münzreiche erwarb und zum Schloss Sigmundskron ausbaute. Nach dem Tod Kaiser Maximilians I. 1519 und dem Aufstieg der Habsburger zur Großmacht kam es auch im südlichen Tirol zu sozialen Unruhen, Bauernrevolten und Glaubenskämpfen (Reformation und Gegenreformation), wodurch der Weiterbau der neuen Kirche nur schleppend voranging.

### Wallfahrten
Nach einem Diebstahl von Andre Amrig 1489 überkam ihn auf dem Fluchtweg die Reue. Er kehrte um und brachte den Schmuck, den er zuvor der Pietà in der Pfarrkirche gestohlen hatte, wieder zurück. Amrig betrachtete seine Umkehr als Zeichen Gottes und ließ an der Stelle an der Unterrainer Straße eine Wegkapelle als Gedenkstätte errichten. Sie trägt die Inschrift hie verpracht Unser Frau zu eppan das erst zaichen. Andre Amrig 1489. St. Pauls wurde daraufhin zu einem der beliebtesten Wallfahrtsziele in Südtirol, bis 1783 Kaiser Joseph II. Feiertage und Bräuche, darunter auch die Wallfahrten, abschaffte. Im Laufe der Jahrhunderte sammelten sich viele, darunter auch qualitativ hochwertige Votivtafeln an, die heute alle deponiert sind.

## Architektur

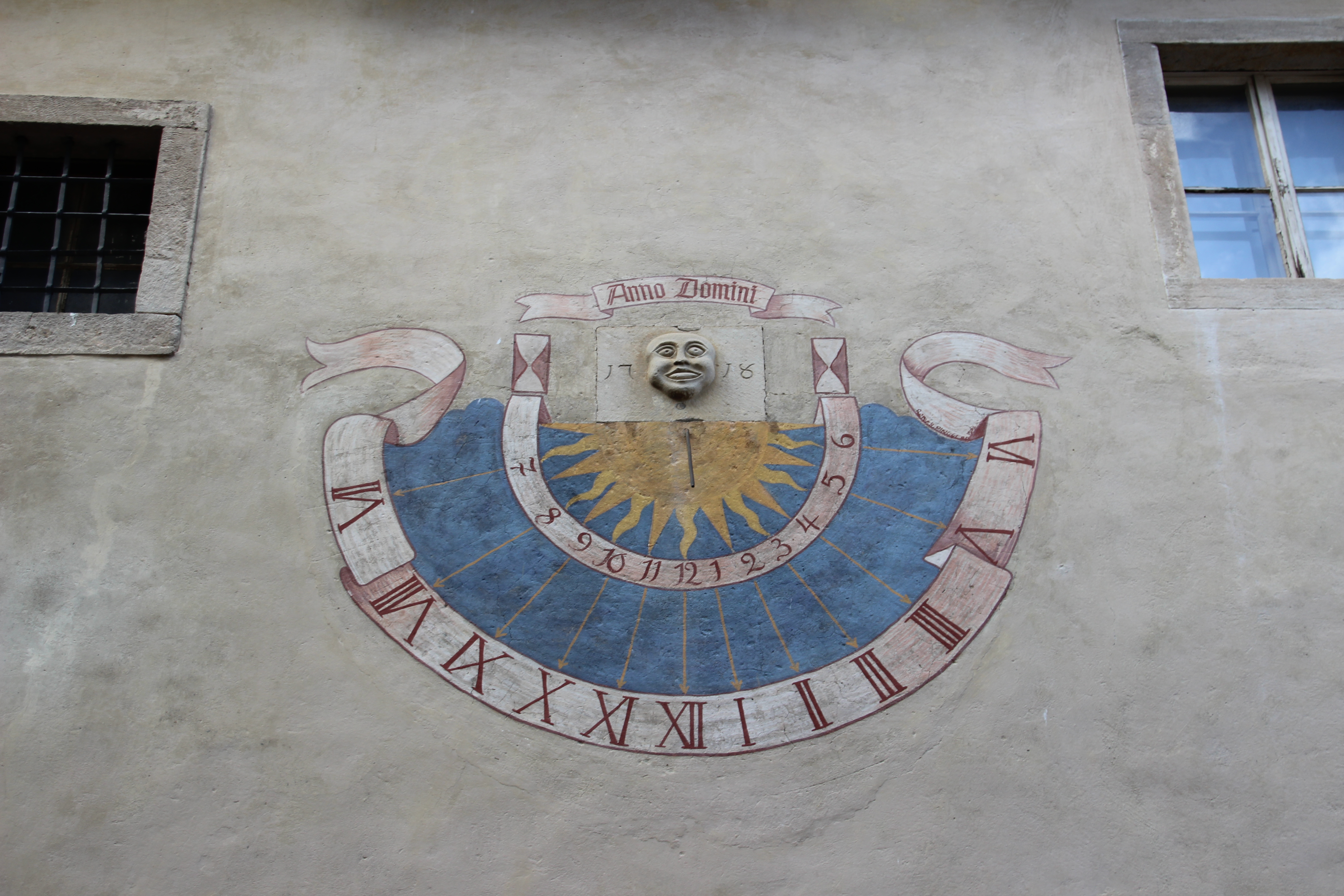
Sonnenuhr an der Sakristei mit Jahreszahl 1718

Der Chor wurde von 1460/61 bis 1470 im gotischen Stil von einer Schwäbischen Bauhütte erbaut und stellt somit den ältesten Teil des Kirchengebäudes dar. Die Weihe erfolgte 1490. Als dreischiffiger Umgangschor nach Bozner Vorbild gestaltet, wird er von sechs freistehenden, sechs Wandsäulen und einem Netzrippengewölbe aus gemeißeltem Stein getragen. In zwei der Wandsäulen im Presbyterium befinden sich Tabernakel, die mit spätgotischen Heiligenfiguren ausgestaltet sind.
In der Bauphase von 1501 bis 1513 scheint der aus Schwaben stammende Jakob Zwitzel als erster namentlich genannte Baumeister auf. Er war unter anderem auch beim Bau des Turms der Bozner Pfarrkirche beteiligt. Unter seiner Leitung erfolgte der Bau der Westfassade mit dem Turm. Sie wurde 1555 fertiggestellt, wobei der Turm nur bis etwas über die Dachhöhe der Kirche reichte und auch die Chorempore nur aus einem Bereich um den reich profilierten Bündelpfeiler bestand. Sie war als Turmkapelle für den Adel geplant. Auch hier ist wieder der Einfluss der verschiedenen Bauphasen deutlich erkennbar, ablesbar am Bruch zwischen dem älteren Teil der Empore und dem mittleren neueren Teil, der 1609 von Baumeister Pietro Bosio fertiggestellt wurde. 1890, bevor man die neue Reinisch-Orgel aufstellte, wurde der Mittelteil jedoch nochmals erneuert und mit einer Balustrade versehen. Auch das Eingangsportal, das sich in der Westfassade befindet, sollte ursprünglich durch eine Vorhalle erweitert werden, wobei die Ansätze der Stützen noch ersichtlich sind.
Ebenfalls zu Beginn des 16. Jahrhunderts wurden die Wände des Langhauses erbaut, woraufhin um die Mitte des gleichen Jahrhunderts die oberitalienischen Baumeister Andrea Crivelli und Marco della Bolla das gesamte Kirchenschiff einwölbten. Im Unterschied zum vorher erbauten Chor zogen sie kein Netzrippengewölbe, sondern ein einfacheres Kreuzrippengewölbe ein. Diese wachsen auch nicht mehr direkt aus den steinernen Säulen, sondern liegen auf „moderneren“ ringförmigen bzw. achteckigen Kapitellen auf. Am bemerkenswertesten ist dieser Unterschied an den beiden Säulen an der Treppe zum Altarraum ersichtlich. Hier wurden beide Baustile in einem Pfeiler vereint, wobei die vertikale Naht der beiden aneinandergesetzten Halbsäulen noch deutlich zu erkennen ist.
Schlussendlich wurde im Jahr 1647 mit dem Abschluss des Turms und dem Aufsetzen der Zwiebelhaube, die im süddeutschen Raum auch welsche Haube genannt wird, die neue Kirche vollendet.
1718 wurde dann noch die ehemalige St.-Petrus-Kapelle zur heutigen Sakristei umgebaut.

## Ausstattung
Im Laufe der Jahrhunderte stattete man die Pfarrkirche mit durchwegs qualitätvollen Kunstgegenständen aus.

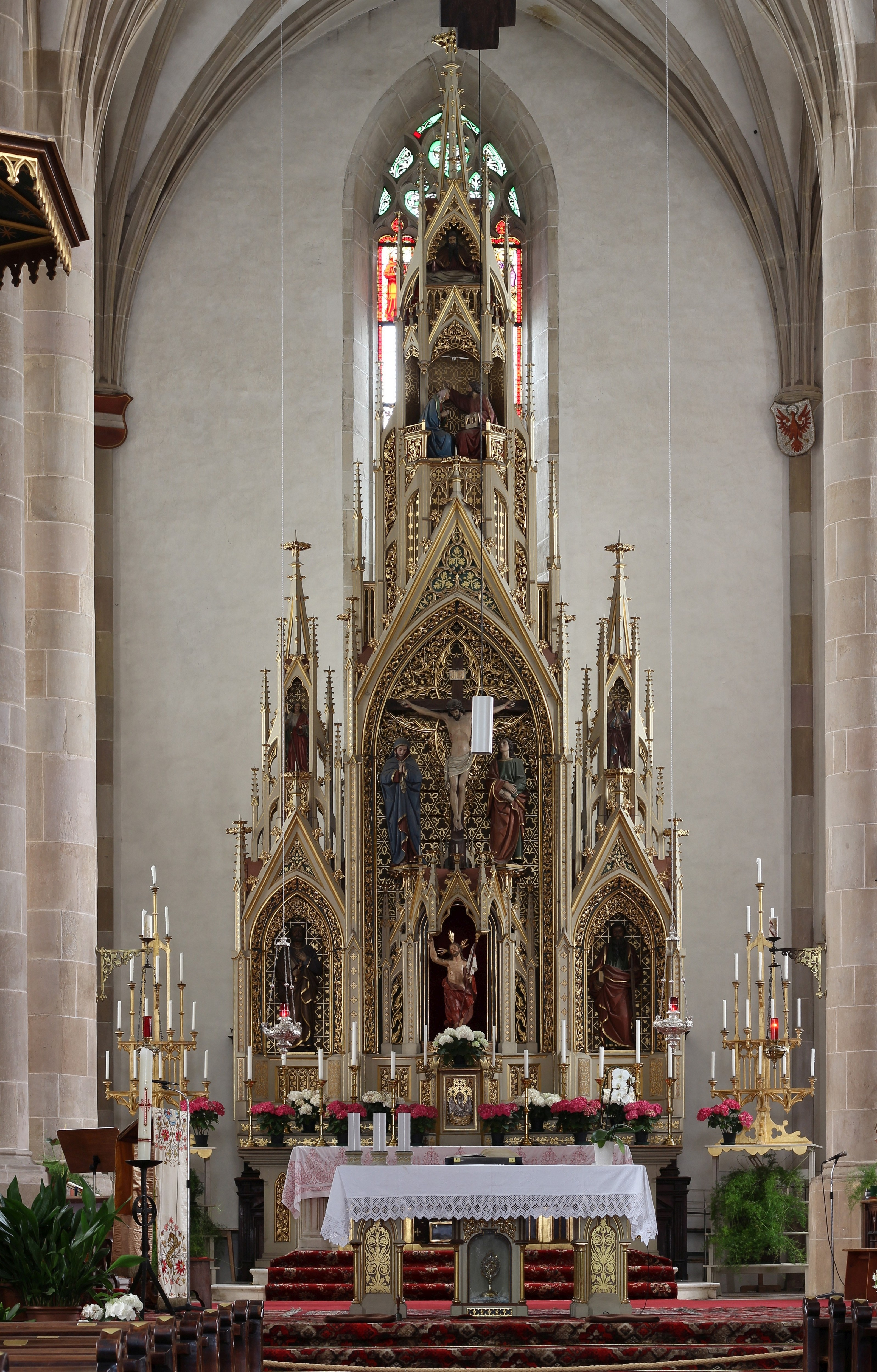
Hochaltar

### Altar
Sowohl der neugotische Hochaltar, in dem sich eine Kreuzigungsgruppe und Statuen der hll. Petrus und Paulus befinden, als auch die beiden Nebenaltäre (beide ebenfalls im neugotischen Stil) wurden 1865 vom Bildschnitzer und Maler Michael Stolz aus Innsbruck gestaltet. Im rechten Nebenaltar befinden sich in der Hauptnische das alte Gnadenbild der schmerzhaften Muttergottes aus bemalter Terrakotta von ca. 1430 sowie Abbildungen der 15 Rosenkranzgeheimnisse. Über dem linken Nebenaltar wurden verschiedene Szenen aus dem Leben des hl. Paulus dargestellt. Das von Michael Christoph Gramberger aus Krems angefertigte Altarblatt des ehemaligen barocken Hochaltars, der vermutlich, wie viele andere Flügelaltäre auch, der Barockisierung der Kirchenausstattung zum Opfer gefallen sein dürfte, hängt heute neben der Schwalbennestorgel an der Südwand.

### Weitere Kunstdenkmäler

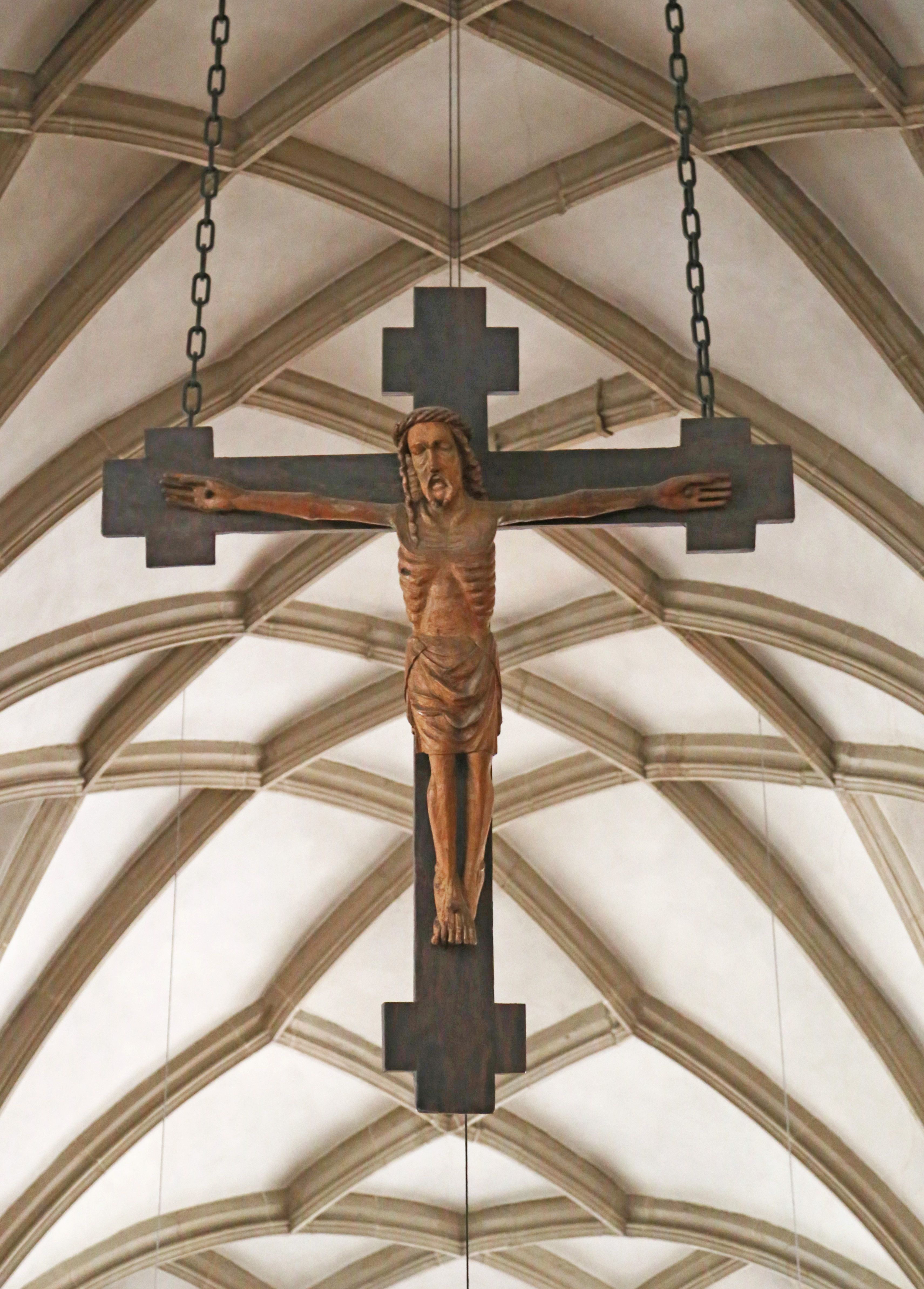
Triumphkreuz (14. Jahrhundert)

- Eines der wertvollsten Ausstellungsstücke ist die Madonna mit Kind. Sie entstand Mitte des 15. Jahrhunderts im Umfeld der bedeutenden Künstler Hans Multscher und Leonhard von Brixen. Sie befindet sich an dem südlichen Pfeiler unter einem neugotischen Baldachin.
- Die Skulptur des hl. Jakobus am Kanzeldach wurde um 1525 vom bedeutenden Altarschnitzer Jörg Lederer geschaffen.
- Das Ölgemälde Bekehrung des Saulus wurde Ende des 17. Jahrhunderts von Josef Anton Kößler gemalt. Es befindet sich heute über dem Josefsaltar an der Nordwand.
- Das alte romanisch-gotische Triumphbogenkreuz am Chorgewölbe. Es stammt aus dem frühen 14. Jahrhundert und war vermutlich noch Bestandteil der alten Kirche.
- Das Monumentalkruzifix aus der Werkstatt von Jörg Artzt (oder Arzt) entstand um 1520/30 und befindet sich an der Nordwand der Kirche.
- Mehrere marmorne Apostelbüsten von dem Vinschgauer Bildhauer Wolf Verdroß. Sie entstanden um 1569 und waren zunächst als Konsolenfiguren in der Lichtenberger Burgkapelle aufgestellt und kamen erst später nach St. Pauls.
- sechs große gefasste Totenschilde der Eppaner Adelsfamilien
- Die Statuen der hll. Petrus und Paulus am Eingangstor der Kirche wurden vom zeitgenössischen Südtiroler Bildhauer Karl Grasser geschaffen und 2002 in die leeren gotischen Nischen neben dem Eingangsportal gestellt.

### Kirchenglocken

#### Anna-Maria
Im Kirchturm von St. Pauls hängen neun Glocken. Das Herzstück des Geläuts ist die im Volksmund einfach „Anna-Maria“ genannte Glocke, die Unserer Lieben Frau und dem hl. Paulus geweiht ist. Sie wurde im Pfarranger von St. Pauls am 27. Oktober 1701 aus dem Material der alten gesprungenen Glocke aus dem Jahre 1676 neu gegossen. Der Augustinerprobst Franz Josef Schaitter von Gries weihte die Glocke am 23. November 1701. Der Glockenstuhlbaumeister Ernst Steiner aus Lana baute im Jahr 1985 für die drei größten Glocken eine Gegenpendelanlage ein. Damals wurde auch das erste Mal ihr bis dahin unbekanntes Gewicht von 3.860 kg festgestellt.

„Am 20. November 1645 wurde durch den Zimmermannmeister Martin Neuhauser von Eppan und den Kupferschmied Georg Gschraffer von Bozen der Turmknopf ausgerichtet, worin sich ein Wettersegen, einige Olivenblätter und ein Agnus Dei befanden. Damit war die Pfarrkirche von St. Pauls im Großen und Ganzen vollendet. Der herrliche Turm sollte sich auch bald eines großartigen Geläutes rühmen können. Anfangs August 1676 wurde die große neugegossene Glocke von 4560 kg durch den Bischof geweiht; im folgenden Jahre die zweitgrößte von 2016 kg ("die Schreierin") von Paolo di Paoli in Trient, wohin man sie auf einem Etschfloße brachte, umgegossen und am 16. Mai 1677 weihte sie der Prälat von Gries. Die große Glocke sprang aber schon 1701. Rasch sollte ein Neuguss erfolgen; hierzu berief man den Meister Georg Graßmayr aus Brixen nach St. Pauls, wo er bis 27. Oktober des nämlichen Jahres die landberühmte Glocke herstellte, welche noch heute ihre prächtigen Klänge über die Gegend hinsendet.“

Die Reliefs der Glocke zeigen die zwölf Apostel, die vier Evangelisten und weitere Heilige. Am oberen Rand befindet sich eine lateinische Inschrift über die Herrschaft Christi „CHRISTUS VINCIT, CHRISTUS REGNAT; CHRISTUS IMPERAT“, die mit einem Ornament aus Putten verziert ist.
Im Mittelfeld befindet sich ein Spruch, mit dem sich der Glockengießer verewigt hat:
DURCH GROSE

HIZ DES FEIRS

BIN ICH GEFLOSSEN

GEORG GRASMAIR VON

BRIXEN HAT

MICH GEGOSSEN

1701
Auf der anderen Seite befindet sich unter Bezugnahme auf das Hohelied eine Lobpreisung der Jungfrau Maria: „AVE MARIA VIRGO TOTA PULCHRA ES AMICA MEA ET MACULA NON EST IN TE“ („Ave Maria, alles an dir ist schön, meine Freundin; kein Makel haftet dir an“).

#### Die anderen Glocken
Sieben der neun Glocken wurden 1844 von Chiappani in Trient gegossen. Im Ersten Weltkrieg wurden diese sieben Glocken abgenommen und eingeschmolzen. Der italienische Staat ersetzte sie nach dem Krieg wieder. Die neuen Glocken wurden in Padua von der Glockengießerei Daciano Colbachini gegossen. 1937 entschloss sich der aus der Pfarrei St. Pauls stammende Geistliche Franz Glotz, der damals in Leobersdorf bei Wiener Neustadt als Religionslehrer tätig war, die mit „unguten Zwangsaufschriften“ versehenen Glocken zu erneuern. Auf eigene Kosten (38.000 Lire) beauftragte er die Glockengießerei Grassmayr in Innsbruck, die alten einzuschmelzen und sieben neue zu gießen, die er anschließend der Pfarrkirche schenkte.
| Nr. | Name (Funktion)                        | Gussjahr   | Gießer, Gussort                       | Durchmesser (mm) | Masse (kg) | Schlagton (HT-1/16) |
| 1   | Unserer Lieben Frau und dem hl. Paulus | 27.10.1701 | Georg Grassmayr von Brixen, St. Pauls | 1.835            | 4.860      | B0                  |
| 2   | Maria Himmelfahrt                      | 1937       | Firma Grassmayr, Innsbruck            | 1.520            | 2.670      | des1                |
| 3   | Herzen Jesu                            | 1937       | Firma Grassmayr, Innsbruck            | 1.345            | 1.556      | es1                 |
| 4   | Maria Verkündigung                     | 1937       | Firma Grassmayr, Innsbruck            | 1.205            | 1.089      | f1                  |
| 5   | Pauli Bekehrung                        | 1937       | Firma Grassmayr, Innsbruck            | 1.115            | 884        | ges1                |
| 6   | Hl. Josef                              | 1937       | Firma Grassmayr, Innsbruck            | 890              | 637        | as1                 |
| 7   | Hl. Vigilius                           | 1937       | Firma Grassmayr, Innsbruck            | 890              | 448        | b1                  |
| 8   | Friedensfürsten                        | 1937       | Firma Grassmayr, Innsbruck            | 740              | 247        | des2                |
| 9   | Die Totenglocke                        | 1735       | Anton Zwelfer, Bozen                  | 480              | 65         | as2                 |

### Orgeln

#### Schwarzenbach- und Casparini-Orgel
Im Jahr 1599 wurde der Orgelbauer Hans Schwarzenbach aus Füssen im Allgäu beauftragt, für 600 fl. eine Schwalbennestorgel mit neun Registern, Vogelsang und Hörpauken zu bauen. Sie wurde auf einem Schwalbennest an der Südwand vor dem Chor auf drei doppelten Kragsteinen in 15 Fuß Höhe aufgebaut. Man erreichte sie über eine Stiege in der damaligen Petruskapelle, in deren Dachboden sich auch die vier Blasbälge befanden. Nachdem sie 1609 auf die neue Westempore versetzt worden war und wahrscheinlich Schaden genommen hatte, musste sie bereits 1618 vom italienischen Orgelbauer Lucio Valvassorio überholt und repariert werden. Daniel Herz im Jahr 1670 und Sebastian Achamer 1674 führten weitere Reparaturen aus. Schlussendlich wurde 1689 Eugenio Casparini aus Schlesien damit beauftragt, eine neue Orgel zu bauen. Diese wurde mit einem Rückpositiv und insgesamt 38 Registern ausgestattet. Die alte Schwarzenbach-Orgel nahm er in Zahlung und überholte sie. Anschließend verkaufte er die Orgel für 350 Gulden nach Auer. Sie wurde 1690 in die alte Pfarrkirche von St. Peter gebracht. 1982–1986 wurde sie restauriert und ist heute die älteste erhaltene Kirchenorgel in Südtirol. Doch bereits in den Jahren 1710, 1718 und 1724 fanden die ersten Reparaturarbeiten durch den Orgelbauer Johann Caspar Humpel statt. Er verbesserte vor allem die Mechanik der Orgel, da sie so schwergängig war, dass sie von kaum einem Organisten gespielt werden konnte. Ignaz Franz Wörle reparierte sie 1742 nach einem Blitzschlag. 1831 erfolgte noch eine weitere Reparatur durch Orgelbauer Gröbner aus Innsbruck.

#### Reinisch-Orgel
Ende des 19. Jahrhunderts begann man die Kircheneinrichtung auszutauschen und sie der neugotischen Stilrichtung anzupassen. Dabei entschied man sich auch dafür, die anfällige Casparini-Orgel zu erneuern. Franz Reinisch aus Steinach am Brenner wurde 1895 beauftragt, eine neue Orgel mit 25 Registern, mechanischen Kegelladen und Barkermaschine zu bauen. Da die alte Casparini-Orgel die hinter ihrem Orgelkasten gelegene Fensterrosette verdeckte, entschied man sich bei der neuen Orgel für eine Zweiteilung (je drei C- und Cis-Laden) und einen sich in der Mitte befindenden, frei stehenden Spieltisch. Laut Fachleuten wurde bei dem Neubau einiges an altem Pfeifenmaterial wiederverwendet, darunter die zwei Register „Flauto amabile 8′“ und „Gedeckt 8′“ im Hauptwerk. Im Jahre 1998 wurde die Reinisch-Orgel von Orgelbau Pirchner renoviert. Dabei wurden nur die dringendsten Arbeiten durchgeführt. Auf eine umfangreiche Restaurierung wurde verzichtet, zumal bereits für die Finanzierung der neuen Schwalbennestorgel gespart wurde. 2020/21 fand dann eine umfangreiche Reinigung und Restaurierung von Orgelbau Kaufmann statt. Dabei wurden Schäden am Pfeifenmaterial behoben, die Windversorgung wieder abgedichtet und sämtliche Bälge der Barkermaschine neu beledert.
| I Manual C–f3 |                |       |
| 1.            | Prinzipal      | 16′   |
| 2.            | Prinzipal      | 8′    |
| 3.            | Gamba          | 8′    |
| 4.            | Salicional     | 8′    |
| 5.            | Flauto amabile | 8′    |
| 6.            | Gedeckt        | 8′    |
| 7.            | Octav          | 4′    |
| 8.            | Spitzflöte     | 4′    |
| 9.            | Rauschquint II | 2 ⁄3′ |
| 10.           | Cornet IV–V    | 2 ⁄3′ |
| 11.           | Mixtur V       | 2′    |
| 12.           | Trompete       | 8′    |

| II Manual C–f3 |                  |     |
| 13.            | Lieblich Gedeckt | 16′ |
| 14.            | Geigen Principal | 8′  |
| 15.            | Dolce            | 8′  |
| 16.            | Traversflöte     | 8′  |
| 17.            | Gemshorn         | 8′  |
| 18.            | Fugara           | 4′  |
| 19.            | Rohrflöte        | 4′  |

| Pedal C–d1 |            |     |
| 20.        | Subbass    | 16′ |
| 21.        | Violonbass | 16′ |
| 22.        | Flötenbass | 16′ |
| 23.        | Octavbass  | 8′  |
| 24.        | Cello      | 8′  |
| 25.        | Posaune    | 16′ |

- Koppeln: II/I, I/P, II/P
- Spielhilfen: mf, f, ff (Antritte) + Annullierungstritt

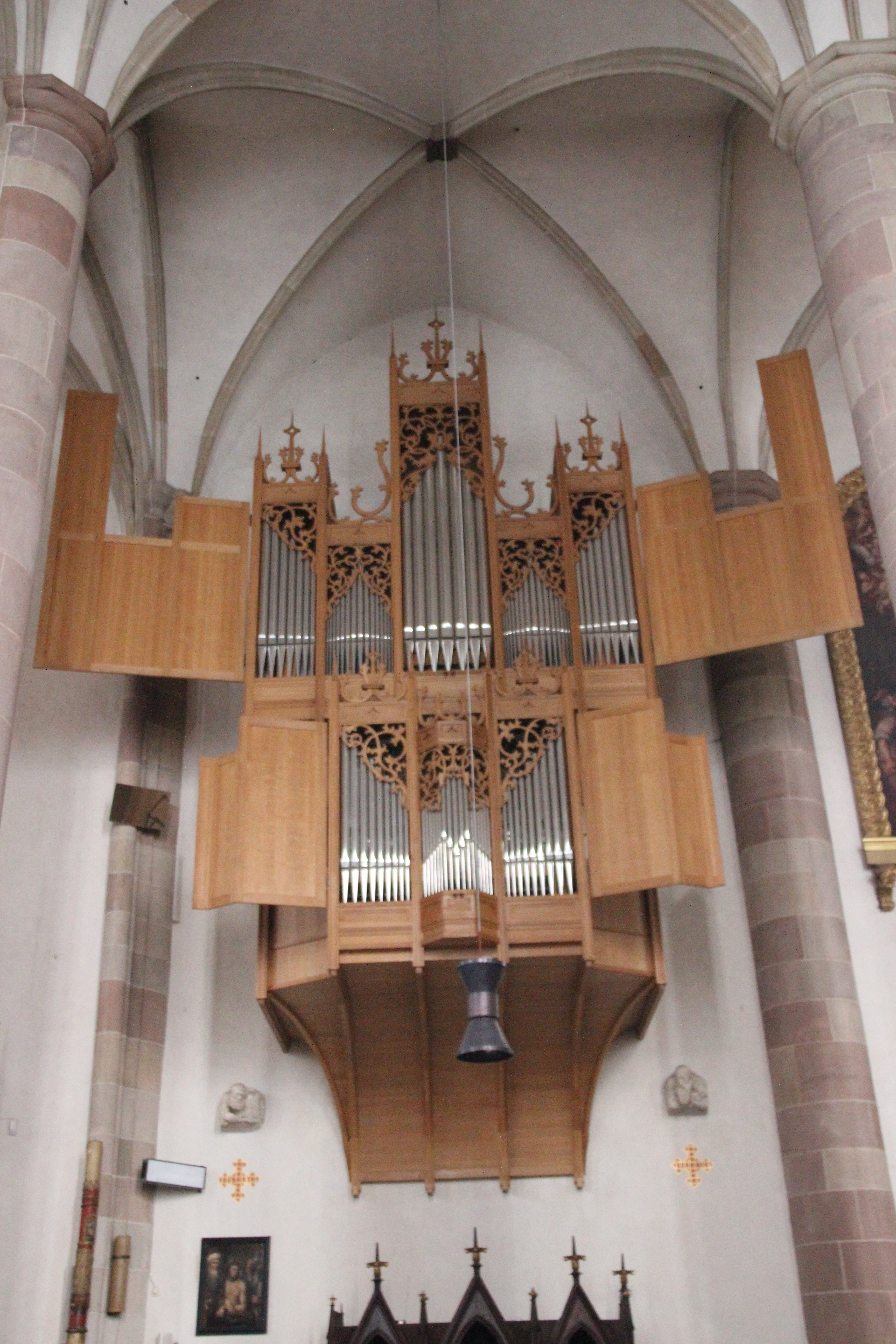
Verschueren-Schwalbennestorgel

#### Verschueren-Schwalbennestorgel
Bereits in den 1980er Jahren entstanden erste Pläne, an der Stelle der ehemaligen Schwarzenbach-Orgel eine neue Schwalbennestorgel zu errichten. Schlussendlich beauftragte man im Herbst 1997 die niederländische Firma Verschueren aus Heythuysen mit dem Bau der neuen 21-registrigen Orgel. 2002 erfolgten die Fertigstellung und der Aufbau auf dem Schwalbennest. Die Orgel erreicht man wieder über den heutigen Pfarrsaal oberhalb der Sakristei, in dem sich auch die drei Keilbälge mit Fußtrittanlage befinden. Das Gehäuse wurde aus massivem Eichenholz gefertigt und mit sparsamen Ornamenten aus der Stilepoche der Gotik verziert, um sie so harmonisch wie möglich in die Kirche zu integrieren.
| I Hoofdwerk C–f3 |                      |        |
| 1.               | Bourdon              | 16′    |
| 2.               | Prestant             | 8′     |
| 3.               | Roerfluit            | 8′     |
| 4.               | Octaaf               | 4′     |
| 5.               | Quint                | 2 ⁄3′  |
| 6.               | Superoctaaf          | 2′     |
| 7.               | Cournet IV (ab cis1) |        |
| 8.               | Mixtuur V            |        |
|                  | inkl. Terts          | 1 3⁄5′ |
| 9.               | Trompet B/D          | 8′     |

| II Rugpositief C–f3 |                |       |
| 10.                 | Holpijp        | 8′    |
| 11.                 | Prestant       | 4′    |
| 12.                 | Fluit          | 4′    |
| 13.                 | Octaaf         | 2′    |
| 14.                 | Quint          | 1 ⁄2′ |
| 15.                 | Sesquialter II |       |
| 16.                 | Scherp IV      |       |
| 17.                 | Cromhorn       | 8′    |

| Pedal C–d1 |         |     |
| 18.        | Subbass | 16′ |
| 19.        | Octaaf  | 8′  |
| 20.        | Trompet | 8′  |
| 21.        | Claron  | 4′  |

- Koppeln: I/II D, I/II B, I/P, II/P
- Tremblant für die gesamte Orgel
- Nachtegaal (Pfeife im Wasserbecken zur Imitation von Vogelgesang)
- Hauptwerksmixtur mit zuziehbarem repetierendem Terzchor
- Bass-/Diskantteilung: c1/cis1
- Stimmung der Orgel: Bach-Kellner 1⁄5-Komma
- Winddruck: 68 mmWS

### Orgelkonzerte
Seit 1998 finden in regelmäßigen Abständen in der Pfarrkirche die unter dem Titel „Abendmusik im Dom auf dem Lande“ bekanntgewordenen Konzertveranstaltungen statt. 2005 entstand daraus der ehrenamtliche Konzertverein Pauls-Sakral. Seitdem entwickelten sich die Konzerte immer weiter und fanden auch in den umliegenden Gemeinden vom Etschtal bis ins Unterland Anklang, wo mittlerweile auch Konzerte veranstaltet werden. Es finden reine Orgelkonzerte, aber auch Orgelkonzerte mit Solisten, Ensembles, Chor oder Orchester statt.